# Housemarque
Housemarque ist ein finnisches Videospielentwickler-Studio, das Download-Spiele für die Xbox 360, PlayStation Portable, PlayStation 3, PlayStation Vita und PlayStation 4 entwickelt. Es befindet sich in Helsinki und wurde 1995 gegründet. Damit ist es eines der ältesten Videospielentwickler-Studios in Finnland. Bekannt ist Housemarque für die Spiel-Reihe Super Stardust und viele weitere Spiele.
Am 29. Juni 2021 wurde bekannt gegeben, dass Sony Housemarque gekauft hat.

## Geschichte
Housemarque wurde 1995 von zwei finnischen Spieleentwicklern, Ilari Kuittinen von Terramarque und Harri Tikkanen von Bloodhouse, gegründet. Sowohl Terramarque als auch Bloodhouse waren Spieleentwickler-Teams für Amiga, aber die neue Gesellschaft, Housemarque, zielte auf den PC-Spielemarkt.
Das erste CD-ROM-Spiel, das von Housemarque für die PCs entwickelt wurde, war das Weltraum-Shooter-Spiel Super Stardust (1996), später folgte das Abenteuer-Spiel Alien Incident (1996) und das Shooter-Spiel The Reap erschien 1997.
Im Jahr 1999 unterzeichnete Housemarque einen Vertrag mit Infogrames Entertainment über die Entwicklung des Extrem-Sport-Spiels Supreme Snowboarding (in den USA als Boarder Zone bekannt). Von Supreme Snowboarding wurden weltweit über 1,5 Millionen Exemplare verkauft.
Zum Beginn des neuen Jahrtausends verlagerte Housemarque seinen Schwerpunkt von PC-Spiele auf neue Spiele-Plattformen. Nach dem Genre der Supreme Snowboarding, wurde das erste Konsolen-Spiel Transworld Snowboarding für Xbox im Jahr 2002 veröffentlicht und Floboarding für Nokias Handheld-Spielkonsole N-Gage im Jahr 2003. Außerdem entwickelten sie noch Gizmondo Motocross für Gizmondo im Jahr 2005, Die Chroniken von Narnia 3D für J2ME und Brew im Jahr 2005. Außerdem entwickelte Housemarque Spiele für die PlayStation 2, die aber nie veröffentlicht wurden.
Housemarque großer Erfolg kam mit der PlayStation 3. Im Jahr 2007 entwickelte Housemarque eine aktualisierte und überarbeitete Version des Weltraum-Shooter-Spiels Super Stardust, es wurde Super Stardust HD genannt und erschien im PlayStation Network. Das Spiel erhielt sehr gute Kritiken, es wurde für seine großartigen visuelle Effekte gelobt, die Liebe zum Detail in der Grafik und Gameplay mit überraschend viel Tiefe in seinem Abriss-Szenen. Das Spiel war eines der Top-10 der meistverkauften PSN-Spiele in die PAL & NTSC-Regionen gemäß der Statistik aus dem Jahre 2008.
Housemarque entwickelte weiter Spiele auf neuen Plattformen, wie das Golfspiel Golf: Tee It Up! für die Xbox 360 im Xbox Live Store und die PSP-Version von Super Stardust im Jahre 2008. Der Zombie-Shooter Dead Nation erschien im Jahr 2010 für PlayStation 3 im PSN-Store.
Im Jahr 2011 fungierte Harri Tikkanen immer noch als Creative & Technical Director des Unternehmens und Ilari Kuittinen ist der CEO von Housemarque. Housemarques Spiel Outland wurde im April 2011 für PSN und XBLA veröffentlicht. Das Spiel vereint 2D-Jump'n'Run, Action-Spiel und aufwendige Graphiken und erhielt sehr gute Kritiken für seine Grafik, Gameplay und Musik.
Auf der Gamescom 2013 am 20. August 2013 wurde Resogun angekündigt und erschien als Launch-Titel für die PlayStation 4 im November 2013. Am 26. Februar 2014 wurde Dead Nation für die PlayStation 4 als Dead Nation: Apocalypse Edition angekündigt und erschien Anfang März 2014 für die PlayStation. 1½ Monate später wurde Dead Nation für die PlayStation Vita angekündigt und erschien am 16. April 2014 im europäischen PlayStation Store. Während Sonys Pressekonferenz auf der Gamescom 2014 kündigte Housemarque Alienation für die PlayStation 4 an, dieses Spiel soll am 23. März 2016 erscheinen. Auf der Paris Games Week 2015 wurde während Sonys-Pressekonferenz das Game Matterfall angekündigt. Dieses Game erschien am 16. August 2017 exklusiv für die PlayStation 4.
Returnal von dem bis zum 18. Juli 2021 mehr als 560.000 Exemplare verkauft wurden und die damit verstärkte Zusammenarbeit von Housemarque mit Sony Interactive Entertainment führten dazu, dass das Studio am 29. Juni 2021 von Sony Interactive Entertainment übernommen und Teil von SIE Worldwide Studios wurde.

## Spiele
- Housemarque entwickelt(e) folgende Spiele.

### Als Bloodhouse
- 1993: Stardust (Amiga, Atari ST, DOS)
- 1994: Super Stardust (Amiga, Amiga CD32)

### Als Terramarque
- 1994: Elfmania (Amiga)

### Als Housemarque
- 1996: Super Stardust (DOS)
- 1996: Alien Incident (DOS)
- 1998: The Reap (Microsoft Windows)
- 1999: Supreme Snowboarding / Boarder Zone (Microsoft Windows)
- 2002: Transworld Snowboarding (Xbox)
- 2003: Floboarding (N-Gage)
- 2005: Die Chroniken von Narnia 3D (J2ME, BREW)
- 2005: Gizmondo Motocross 2005 (Gizmondo)
- 2007: Super Stardust HD (PlayStation 3 (PSN))
- 2008: Golf: Tee It Up! (Xbox 360 (XBLA))
- 2008: Super Stardust Portable (PlayStation Portable (PSN))
- 2010: Dead Nation (PlayStation 3 (PSN))
- 2011: Outland (Windows, PlayStation 3 (PSN), Xbox 360 (XBLA))
- 2012: Furmins (iOS)
- 2012: Super Stardust Delta (PlayStation Vita (PSN))
- 2012: Angry Birds Trilogy (PlayStation 3, Xbox 360)
- 2013: RESOGUN (PlayStation 4 (PSN))
- 2014: Dead Nation: Apocalypse Edition (PlayStation 4 (PSN))
- 2014: Dead Nation (PlayStation Vita (PSN))
- 2014: RESOGUN (PlayStation 3, PlayStation Vita (PSN))
- 2015: Super Stardust Ultra (PlayStation 4 (PSN))
- 2016: Alienation (PlayStation 4 (PSN))
- 2016: Super Stardust Ultra VR (PlayStation VR)
- 2017: Matterfall (PlayStation 4 (PSN))
- 2017: Nex Machina (PlayStation 4, Microsoft Windows)
- 2021: Returnal (PlayStation 5, Microsoft Windows)